# فلسطينيو تشيلي
يعد الفلسطينيون في تشيلي أكبر مجتمع فلسطيني خارج الوطن العربي. تتراوح تقديرات عدد ذوي الأصول الفلسطينية في تشيلي بين 350 ألف و 500 ألف نسمة. وتركت هجراتهم بصمات واضحة بشكل واسع.

## تاريخ الهجرات
أتى أوائل المهاجرين الفلسطينيين في خمسينيات القرن التاسع عشر خلال حرب القرم؛ وعملوا في التجارة كرجال أعمال كما عملوا في الزراعة. وكان التشابه المناخي بين تشيلي وفلسطين ساعدهم على الانتعاش. وصل مهاجرون آخرون خلال الحرب العالمية الأولى ولاحقا خلال النكبة الفلسطينية عام 1948. كانت غالبية القادمين تأتي من مدن بيت جالا، بيت لحم وبيت ساحور. وأغلب أولئك المهاجرين الأوائل كانو من المسيحيين. كانوا يحطون عادة في موانئ الأرجنتين، ويعبرون جبال الأنديز على البغال وصولا إلى تشيلي. وعدا أولئك الذين هاجروا في العقود السالفة، احتضنت تشيلي بعض اللاجئين في السنوات اللاحقة، ففي إبريل 2008 قدم 117 لاجئ من مخيم الوليد على الحدود السورية العراقية قرب معبر التنف. كل أولئك اللاجئين كانو من المسلمين السنة.
يعتبر اليوم فلسطينيو التشيلي من الأقليات الناجحة جدا فغالبيتهم ينتمون إلى الطبقة العليا والوسطى ومن المتعلمون كما وقد برز عدد منهم في السياسة والاقتصاد والثقافة.

## الدين
الغالبية الساحقة للمجتمع الفلسطيني في تشيلي يدين بالمسيحية، وفي الواقع فإن عدد الفلسطينيين المسيحيين في الشتات في تشيلي وحدها يفوق عدد المسيحيين الذين إستطاعو البقاء في فلسطين. إحدى أول الكنائس الفلسطينية في سانتياغو، كنيسة سان جورج إجليسيا الأورثوذوكس، تأسست عام 1917.

## المنظمات المجتمعية
النادي الفلسطيني (Club Palestino هو أحد أكثر النوادي المجتمعية رقيا في سانتياغو؛ ويوفر مسابح وملاعب تنس وأماكن لتناول الطعام لأعضائه. كما أن هنا فريق كرة قدم نادي بالستينو، الذي يتكون زيه من الألوان الفلسطينية التقليدية، الأحمر والأخضر والأبيض. ووصل الفريق إلى بطولة تشيلي الدوري التشيلي لكرة القدم مرتين. كذلك لعب بعض لاعبي الكرة التشيليين مثل روبيرتو بشارة في المنتخب الفلسطيني لكرة القدم.
سبب الوضع في الشرق الأوسط توترا حتى على بفاصل آلاف الأميال بين المجتمع الإسرائيلي والفلسطيني في تشيلي. فعلى سبيل المثال، قام رئيس الغرفة التجارية ل Barrio Patronato، وهو ذو أصول فلسطينية، قام في عام 2006 بتنظيم احتجاج على الحرب على لبنان، ورفعت الأعلام اللبنانية والفلسطينية بشكل كثيف في الشوارع والأحياء في ذلك الوقت. وفي مناسبة أخرى، وعلى أبواب نادي فلسطين، وأمام Colegio Árabe، كتب أحدهم على الممشى الجانبي "Árabe=terrorismo" («العرب=الإرهاب») و"Palestina no existe" («فلسطين غير موجودة»).

## في الأدب
قدّم عدد من الأعمال الأدبية التشيلية شخصيات فلسطينية وناقشت التجربة الفلسطينية في الهجرة إلى البلاد مثل El viajero de la alfombra mágica لوالتر غريب، وLos turcos لروبيرتو ساره، وPeregrino de ojos brillantes لجاييم هالس.

## شخصيات بارزة
- فرانسيسكو شهوان [الإنجليزية]: تولى العديد من المناصب السياسية، منها: نائب رئيس الجمهورية، وعضو البرلمان التشيلي، والآن هو عضو مجلس الشيوخ التشيلي.
- ألفارو صايغ، رجل أعمال وشغل منصب النائب الأول لأحد أكبر المؤسسات المصرفية في تشيلي. وهو أيضاً القائم بأعمال الرئيس التنفيذي لوسائل الإعلام/ تكتلCopesa ، وهو أيضاً صاحب فندق جراند حياة سانتياغو، وفور سيزونز في بوينس آيرس، وفور سيزونز كارميلو، هو مدير سانتياغو للأوراق المالية، ومستشار لسوسيداد دي Fomento Fabril وعضو في المعهد الدولي للتمويل.
- دانيال حذوة: من مواليد 1976، أصله من بيت جالا، مهندس معماري ويشغل منذ عام 2012 منصب رئيس بلدية ريكولتا. مرشح الحزب الشيوعي التشيلي للانتخابات الرئاسية في نوفمبر 2021.[12]
- كارلوس توما أبو مهور: ورجل أعمال ومستثمر، ضالع في عدد من الأنشطة المالية وفي تطوير الخدمات المصرفية في تشيلي، ووسائل الإعلام، وقطاعات العقارات، يملك حصة مسيطرة في ثاني أكبر وسائل الإعلام العملاقة.
- خوسيه سعيد: رجل أعمال تشيلي من أصل فلسطيني من بيت لحم، يملك أكبر شركة للعقارات وإدارة الأسواق في تشيلي والأرجنتين.
- سلفادور سعيد: يعد واحداً من أثرى أثرياء تشيلي والقارة اللاتينية، يمتلك مشاريع في تشيلي والأرجنتين والبرازيل والولايات المتحدة الأمريكية والمكسيك وكولومبيا والبيرو. تتنوع استثماراته مابين العقارات، والمراكز التجارية، والبنوك، والطاقة والقطاع الزراعي، والغذائي، وأخيراً دخل للاستثمار في مجال الرياضة، عندما اشترى نادي بالستينو التشيلي، أو نادي فلسطين الذي أسس في العشرينات، على أيدي أبناء الجالية الفلسطينية في تشيلي.
- إدغاردو عبد الله، لاعب كرة قدم.
- روبرتو بشارة عدوي، لاعب كرة قدم
- جوردي كاستيلا أبوسليمي، مصور ومقدم تلفزيوني
- فؤاد شاهين فالينزويلا، سياسي (ممثل المنطقة 49)
- لويس ديماس، مغني بوب
- داوود غزالة، لاعب كرة قدم
- رؤول حزبون، قس روم أرثوذكس
- إملي جاسر، فنانة
- روبرتو كتلون بيشي، لاعب كرة قدم
- ميغويل لتين، مخرج أفلام وكاتب سيناريو
- لويس موسري، لاعب كرة قدم
- نيكولاس ماسو، لاعب تنس.
- خوسيه زلاقط ضاهر، محامي
- بابلو زلاقط [الإنجليزية]، سياسي
- ليوناردو حروم أمارو زمورة، لاعب كرة قدم
- ريكاردو مرزوقة، بروفسور في جامعة تشيلي[13]
- لينا مرواني، كاتبة روائية وصحفية[14]
- دياميلا إلتيت، كاتبة ودبلوماسية وبروفيسور[15][16]

## وصلات خارجية
- - Escritores chilenos de origen arabe
  - مؤسسة فلسطين بيت لحم 2000-تشيلي
  - Federación Palestina de Chile
  - الاتحاد العام لطلبة فلسطين التشيلي
  - Comerciante palestino en Patronato, an article from the Corporación del Patrimonio Cultural de Chile[17]